# Oscar Egg

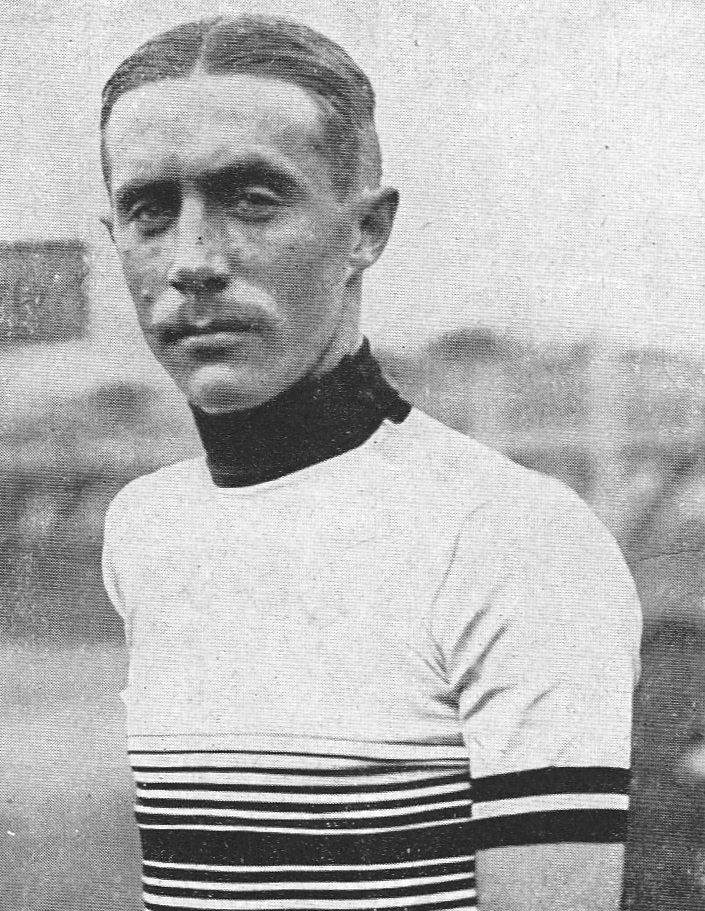
Oscar Egg (1912)

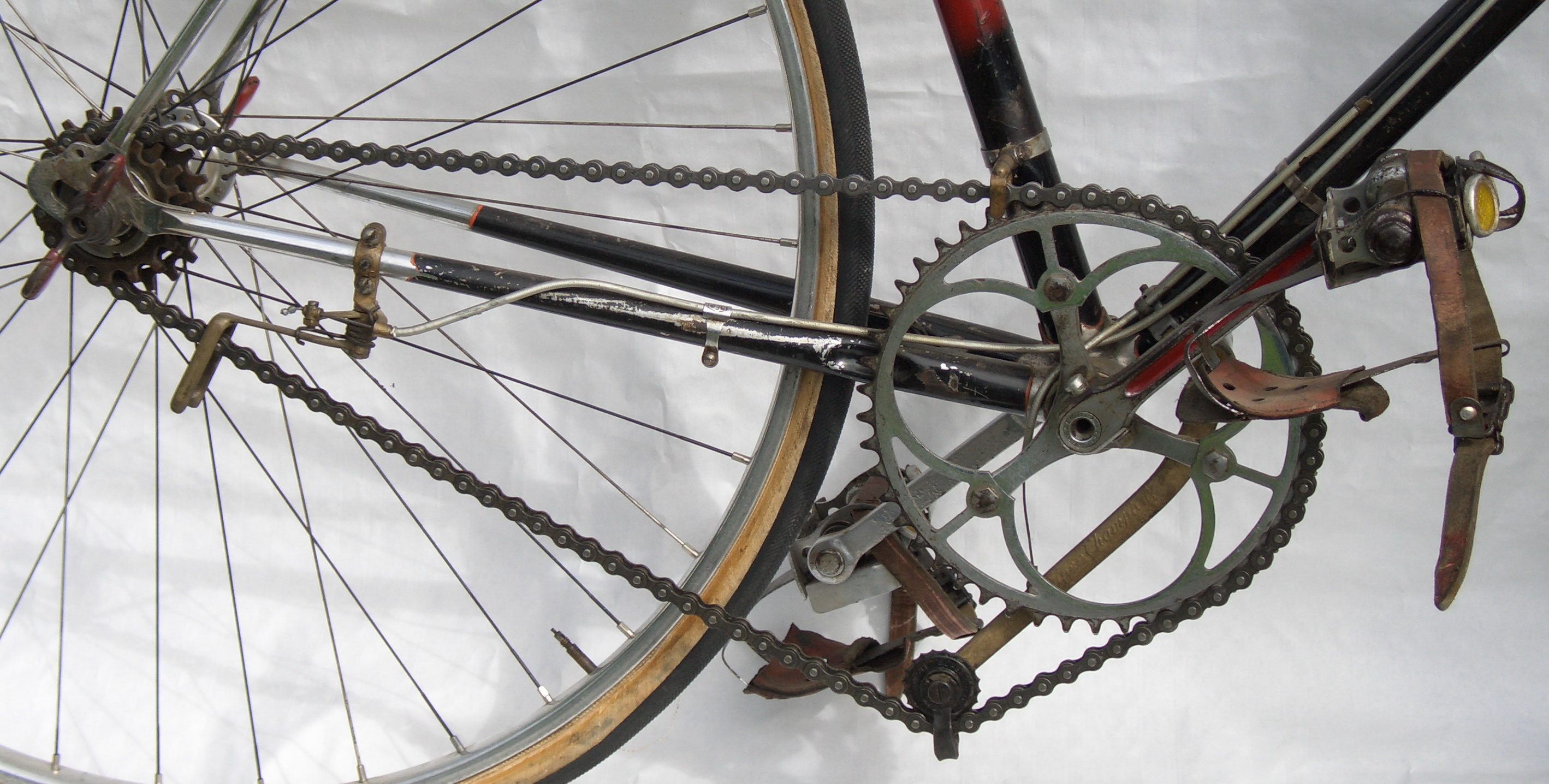
Super-Champion-Schaltung von Egg

Oscar Egg (* 2. März 1890 in Schlatt; † 9. Februar 1961 in Nizza) war ein Schweizer Radrennfahrer, der für seine Stundenweltrekorde bekannt war.
Oscar Egg wuchs in Zürich auf und lebte ab 1906 in Paris. Eggs Vater war Ingenieur. Er nahm seinen Sohn, als dieser siebzehn Jahre alt war, auf eine Reise nach Frankreich mit. Er war von dem Land derartig begeistert, dass er sich sofort entschloss, dort zu bleiben. Sein erstes Radrennen bestritt er 1909. Von 1911 bis 1926 war er Profi-Radrennfahrer.
Eggs Spezialität war die Aufstellung von Weltrekorden auf der Radrennbahn: Über 500 m (1917), 10 km (1913, 1914), 30 km (1914), 40 km (1914), 50 km (1911, 1915) und 100 km (1917). 1912, 1913 und 1914 stellte er dreimal einen Stundenweltrekord auf, der erst 1933 von Jan van Hout gebrochen werden konnte. Bei einigen Rekordversuchen fuhr Egg ein Rad mit einer stromlinienförmigen Heckverkleidung, offiziell «Velofusée», von den Konkurrenten scherzhaft «Oscar’s Egg» («Oscars Ei»), genannt.
Egg profilierte sich auch als Strassenfahrer. Er siegte 1914 im Eintagesrennen Paris–Tours und 1917 bei Mailand–Turin. 1914 gewann er zwei Etappen der Tour de France und 1919 eine beim Giro d’Italia. Ebenfalls 1914 gewann er die Schweizer Meisterschaft im Strassenrennen. Zwischen 1915 und 1924 gewann er zudem acht Sechstagerennen sowie das renommierte 24-Stunden-Event Bol d’Or auf dem Velodrom in Bordeaux.
Egg, einer der prominentesten Rennfahrer seiner Zeit, besass ein Sportgeschäft in Paris. Dort wurden auch die «Egg-Übersetzungswechsel» produziert, eine speziell für Rennräder konzipierte neuartige Schaltung, «Super Champion» genannt. Er präsentierte sie erstmals 1932 auf dem «Paris Salon du Cycle». Als 1937 erstmals Gangschaltungen bei der Tour de France zugelassen wurden, wählten die meisten Fahrer die «Super Champion». Die Folge davon war, dass sich die Durchschnittsgeschwindigkeit schlagartig erhöhte: 1937 fuhr der Letztplatzierte so schnell wie der Gewinner aus dem Jahr zuvor. Egg galt auch (mit Thiberghien) als Erfinder der Leichtmetall-Trinkflaschen im Radsport und brachte diese in den Handel.